# Les Strand
Leslie Strand, geboren als Leslie Roy Strandt (1925 - 2001), was een Amerikaanse jazzorganist.

## Biografie
Strand werkte vanaf de jaren 40 in Chicago. Eind jaren 40 speelde hij bebop op een elektronisch orgel van de firma Baldwin. In die tijd nam hij zijn eerste platen op, voor Fantasy Records: Les Strand on the Baldwin Organ (met Max Mariash op drums) en Les Strand Plays Jazz Classics (met gitarist Claude Schneider). Op de platen stonden jazzstandards als "My Funny Valentine", "Willow Weep for Me", "Moonlight in Vermont" en "One O’Clock Jump".
Strand trad uitsluitend op in Chicago, grote steden aan de oostkust liet hij links liggen. In 1964 stopte hij ermee en ging les geven. In 1972 nam hij in Los Angeles nog een album op, voor promotiedoeleinden. Op de plaat, The Winners, uitgekomen op het platenlabel Yamaha, speelden Barney Kessel en Shelly Manne mee. In de jazz was hij betrokken bij zes opnamesessies.
Strand werd door zijn tijdgenoten als een pionier van de jazzorgel beschouwd, Jimmy Smith noemde hem "de Art Tatum van het orgel".

## Discografie (selectie)
- Les Strand Plays Duke Ellington (On the Hammond Organ) (Fantasy, 1958)